# Kongwa, Dodoma
Kongwa este un oraș situat în Tanzania, în regiunea Dodoma.